# Nomiades petioni
Nomiades petioni är en fjärilsart som beskrevs av Comstock och Huntington 1943. Nomiades petioni ingår i släktet Nomiades och familjen juvelvingar. Inga underarter finns listade i Catalogue of Life.